# Charles Ollivon
Charles Ollivon  (Senpere, 11 de mayo de 1993) es un jugador de rugby francés, de origen vasco, que actualmente juega para el club Rugby-Club Toulonnais, en la Liga Francesa de Rugby el Top 14 y en la Selección de rugby de Francia. Ollivon es un jugador que se desempeña en la posición de Número 8. 

## Carrera
Charles Ollivon es oriundo de Senpere y se formó deportivamente en el club del mismo pueblo el San Pée Union Club (SPUC). Al llegar a la edad de 16 años Ollivión se incorporó a las categorías inferiores del Aviron Bayonnais donde en 2012 se convierte en campeón de Francia y en 2014 estuvo compaginando el equipo profesional con el equipo sub-23 donde se proclamó subcampeón de Francia. A pesar de sus notables actuaciones no ha sido convocado por las selecciones inferiores francesas.
Se inicia en el Top 14 en marzo de 2013 para hacer frente a Union Bordeaux Bègles . También sufre una primera lesión grave que le hizo pasar por el quirófano para operarse del hombro en abril de 2013. La siguiente temporada , jugó nueve partidos en el Top 14 , incluyendo seis como titular. Sus buenas prestaciones y agilidad con la pelota en la mano se explican por la práctica de la pelota vasca en la infancia.
A finales de 2014 Ollivon firma su primer contrato profesional que le liga con el equipo labortano hasta verano de 2017, pero en verano de 2015 el aviron Bayonnais desciende de categoría y Ollivon decide salir del club vasco acogiéndose a la cláusula de liberación en caso de descenso y firmando un contrato con RC Toulon

### Internacional
Charles Ollivon es seleccionado por primera vez para jugar con la selección nacional francesa junto con su compañero de equipo Scott Spedding en el test match del 8 de noviembre de 2014 contra Fiyi, partido que ganan por 40-15.
En noviembre de 2016, seleccionado por la tercera vez por el XV de Francia, Ollivon  jugara en contra de Samoa durante la Gira del equipo nacional.
Jacques Brunel lo seleccionó para participaren en la Copa Mundial de Rugby de 2019 donde jugó tres partidos y anotó un ensayo en el partido de cuartos de final que les enfrentó a Gales y que perdieron por 20-19

#### Participaciones en Copas del Mundo
| Mundial                       | Sede    | Resultado        | PJ | Tries |
| ----------------------------- | ------- | ---------------- | -- | ----- |
| Copa Mundial de Rugby de 2019 | Japón   | Cuartos de final | 3  | 1     |
| Copa Mundial de Rugby de 2023 | Francia | Cuartos de final | 4  | 2     |

## Palmarés y distinciones notables
- Capitán de la Selección de rugby de Francia (2020-)[7]